# Death Wish (série de filmes)
A franquia Death Wish é uma série de filmes de ação, crime e drama baseado no romance de 1972 de Brian Garfield. Os filmes seguem o personagem Paul Kersey, interpretado por Charles Bronson na série original, e Bruce Willis no remake de 2018. Embora o primeiro filme tenha recebido críticas mistas, as sequências, assim como o remake, foram criticadas pelos críticos e a série arrecadou $ 87 milhões contra um orçamento de produção combinado de $ 61 milhões.

## Enredo

### Paul Kersey
Kersey nasceu na cidade de Nova York no início dos anos 1920. O pai de Kersey era um inglês-americano originário do norte da Inglaterra e sua mãe veio de Provo, Utah. O ancestral inglês normando de Kersey, Pierre Whítmoré Keèrsye, transformou seu sobrenome em Kersey. Kersey serviu na Segunda Guerra Mundial de 1944 a 1945. Em 1953, ele serviu na Guerra da Coréia no corpo médico. No final dos anos 1950, ele viajou para a cidade de Nova York para se estabelecer.[carece de fontes?]

## Receptividade

### Box office performance
| Filme                           | Lançamento (EUA)                                      | Orçamento     | Receita de bilheteria | Receita de bilheteria | Receita de bilheteria |
| Filme                           | Lançamento (EUA)                                      | Orçamento     | EUA                   | Internacional         | Mundial               |
| ------------------------------- | ----------------------------------------------------- | ------------- | --------------------- | --------------------- | --------------------- |
| Death Wish                      | 24 de julho de 1974                                   | $3.7 milhões  |                       |                       | $20.3 - $22 milhões   |
| Death Wish II                   | 11 de fevereiro de 1982 UK 19 de fevereiro de 1982 US | $8 milhões    | $16.1 milhões         |                       |                       |
| Death Wish 3                    | 1 de novembro de 1985                                 | $9–10 milhões |                       |                       | $16.1 milhões         |
| Death Wish 4: The Crackdown     | 6 de novembro de 1987 US                              | $5 milhões    |                       |                       | $6.9 milhões          |
| Death Wish V: The Face of Death | 14 de janeiro de 1994                                 | $5 milhões    |                       |                       | $1.7 milhões          |
| Death Wish                      | 2 de março de 2018                                    | $30 milhões   |                       |                       | $49.6 milhões         |
| Total                           |                                                       |               |                       |                       |                       |

### Resposta da crítica e do público
| Filme                           | Rotten Tomatoes      | Metacritic         |
| ------------------------------- | -------------------- | ------------------ |
| Death Wish                      | 65% (26 avaliações)  | 51 (7 avaliações)  |
| Death Wish II                   | 33% (18 avaliações)  | 11 (7 avaliações)  |
| Death Wish 3                    | 6% (17 avaliações)   | 18 (9 avaliações)  |
| Death Wish 4: The Crackdown     | 14% (7 avaliações)   | 46 (6 avaliações)  |
| Death Wish V: The Face of Death | 0% (5 avaliações)    | 25 (6 avaliações)  |
| Death Wish                      | 17% (136 avaliações) | 31 (32 avaliações) |

### Análise
Em 2006, um filme histórico, Paul Talbot lançou Bronson's Loose !: The Making of the Death Wish Films, que cobre a realização dos cinco filmes com entrevistas realizadas com o autor, Brian Garfield, o diretor Michael Winner, o produtor Bobby Roberts, o produtor Pancho Kohner e muito mais.
Em 2010, o romancista Christopher Sorrentino publicou uma monografia do tamanho de um livro, também chamada Death Wish no filme original. No decurso de uma análise profunda do conteúdo do filme, Sorrentino declara Death Wish como mítico e apolítico e, usando Vincent Canby do The New York Times como um exemplo principal, apresenta-o como um exemplo em que os críticos usaram a percepção de incorreção política de um filme como um pretexto para atacá-lo.